# 紅白そっくり大賞
『紅白そっくり大賞』（こうはくそっくりたいしょう）は、1984年から1987年までフジテレビ系列局で特別番組として放送されていたものまねバラエティ番組である。IVSテレビ制作とフジテレビの共同制作。全13回（10回＋特番1回＋番外編2回）。

## 概要
芸能人と容姿や歌い方がそっくりな一般参加者たちを集めて行っていた歌謡バラエティ番組。一般人のほかにものまねタレントも出演していた。
ルール・審査方法は、持ち点は1人つき2点ずつの合計20点満点で、10人の審査員が参加者たちを審査し、審査結果は得点ボードにあるランプで示される（16点までは白ランプで、17点以上は赤ランプ）。合計得点が17点以上に到達すると、その参加者の所属チームに得点が入るという形式で進行していた。

## 放送日時
| 回     | 放送日                 | 放送時間      | 放送枠                 | タイトル                                               |
| ------ | ---------------------- | ------------- | ---------------------- | ------------------------------------------------------ |
| 第1回  | 1984年6月19日（火曜）  | 19:30 - 20:54 | 火曜ワイドスペシャル   | 決定 '84 第1回 紅白そっくり大賞                        |
| 第2回  | 1984年11月30日（金曜） | 19:30 - 20:54 | 金曜おもしろバラエティ | 決定！ '84 第2回 紅白そっくり大賞                      |
| 第3回  | 1985年4月19日（金曜）  | 19:30 - 20:54 | 金曜おもしろバラエティ | 決定！ '85 第3回 紅白そっくり大賞                      |
| 第4回  | 1985年8月16日（金曜）  | 19:30 - 20:54 | 金曜おもしろバラエティ | 夏休み そっくり大賞スペシャル                          |
| 特番   | 1985年9月27日（金曜）  | 19:30 - 20:54 | 金曜おもしろバラエティ | 決定!! 紅白そっくり大賞 -グランドチャンピオン大会-     |
| 第5回  | 1986年1月10日（金曜）  | 19:30 - 20:54 | 金曜おもしろバラエティ | '86 輝け 第5回 紅白そっくり大賞                        |
| 第6回  | 1986年4月11日（金曜）  | 19:30 - 20:54 | 金曜おもしろバラエティ | '86 輝け 第6回 紅白そっくり大賞                        |
| 番外編 | 1986年5月30日（金曜）  | 19:30 - 20:54 | 金曜おもしろバラエティ | 紅白そっくり大賞 ドラマスペシャル                      |
| 番外編 | 1986年7月29日（火曜）  | 19:30 - 20:54 | 火曜ワイドスペシャル   | 紅白そっくり大賞 ドラマスペシャル 傑作選               |
| 第7回  | 1986年9月26日（金曜）  | 19:30 - 20:54 | 金曜おもしろバラエティ | 決定！ '86 第7回 紅白そっくり大賞                      |
| 第8回  | 1986年12月26日（金曜） | 19:30 - 20:54 | 金曜おもしろバラエティ | 決定!! '86 紅白そっくり大賞 -グランドチャンピオン大会- |
| 第9回  | 1987年4月10日（金曜）  | 19:30 - 20:54 | 金曜おもしろバラエティ | 決定！ '87 第9回 紅白そっくり大賞                      |
| 第10回 | 1987年10月9日（金曜）  | 19:30 - 20:54 | 金曜おもしろバラエティ | 決定！ '87 第10回 紅白そっくり大賞                     |

## 出演者

### 第1回

#### 司会
- 土居まさる
- 研ナオコ

#### キャプテン
- 白組：笑福亭鶴光
- 紅組：松岡まこと

#### 審査員
- キダ・タロー
- 赤塚不二夫
- 天地総子
- 谷隼人
- 小野ヤスシ
- 千昌夫
- 柏原芳恵
- 鳥越マリ

（順不同）

#### ナレーション
- 小倉智昭

#### 踊り
- スクールメイツ

#### 音楽
- タバタ音楽事務所（田端光夫）
- 作・編曲：小泉宏
- 演奏：豊岡豊とスウイングフェイス

#### 協力
- 佐々木純（北海道文化放送編成局）

### 第2回

#### 司会
- 桂三枝
- 鳥越マリ

#### 審査員
- 中村泰士
- 真屋順子
- 東八郎
- 石川秀美
- 団しん也
- 高見恭子
- 洋七（B&B）
- 菊池桃子
- 久保田篤
- 神野美伽

（順不同）

#### 演奏
- 松本文男とミュージックメーカーズ

#### 協力
- テレビ西日本

### 第3回

#### 司会
- 明石家さんま
- 榊原郁恵

#### 審査員
- 中村泰士
- 岡田茉莉子
- 黒沢年男
- 間垣親方
- 高見恭子
- 角川博
- 柏原芳恵
- 野村義男
- オール阪神・巨人
- チャック・ウィルソン

（順不同）

#### 演奏
- 小松明とサウンドフラッシュ

#### 協力
- テレビ西日本

### 第4回

#### 司会
- 愛川欽也
- 山田邦子

#### 審査員
- 近江俊郎
- 高見恭子
- おすぎとピーコ
- 春やすこ
- 加東康一

#### ゲスト
- 清川虹子
- 苅谷俊介
- 大沢逸美
- 松居直美
- 桜金造
- 加茂さくら
- コント赤信号
- 堀江しのぶ
- 淡谷のり子
- 宮尾たか志
- 佐野稔
- 黒沢ひろみ

（順不同）

### 特番

#### 司会
- 愛川欽也
- 水沢アキ

#### 審査員
- 審査委員長：宮川泰
- 大林宣彦
- ケント・ギルバート
- 近藤真彦
- 島田紳助
- 増田恵子
- 荻野目洋子
- 早乙女愛
- 志村香
- 兵藤ゆき
- 真屋順子

（順不同）

#### 振付
- 水口徳雄

#### ナレーション
- 小倉智昭

#### 演奏
- 松本文男とミュージックメーカーズ

#### 協力
- 北海道文化放送
- 長野放送
- 東海テレビ
- 関西テレビ
- テレビ西日本

### 第5回

#### 司会
- 愛川欽也
- 山村美智子（当時フジテレビアナウンサー）

#### 審査員
- 審査委員長：谷啓
- 近藤真彦
- 小泉今日子
- 野際陽子
- 小山明子
- 平尾昌晃
- 小松政夫
- 柏原芳恵
- 奥田圭子
- 小野ヤスシ

（順不同）

#### 演奏
- 豊岡豊とスウィング・フェイス

#### 協力
- 東海テレビ
- 関西テレビ

### 第6回

#### 司会
- 愛川欽也
- 山村美智子（当時フジテレビアナウンサー）

#### 審査員
- 大島渚
- 荻島真一
- 木村一八
- 西城秀樹
- 審査委員長：宮川泰
- 柳沢慎吾
- 岡田有希子 - 岡田は放送の3日前（1986年4月8日）に亡くなっており、彼女の出演シーンでは「この番組は昭和61年3月22日に収録されたものです。謹んで、岡田有希子さんの御冥福をお祈りいたします」というテロップが表示された。
- 荻野目洋子
- かとうかずこ
- 小林千登勢

（順不同）

#### 振付
- 水口徳雄

#### 演奏
- 松本文男とミュージックメーカーズ

#### 協力
- 東海テレビ
- 関西テレビ

### 紅白そっくり大賞 ドラマスペシャル

#### 司会
- 愛川欽也
- 高見恭子

#### ゲスト
- 藤村俊二
- 山本晋也
- 木内みどり
- 石野真子
- 松居直美
- 京本政樹
- 丹古母鬼馬二
- 伊達三郎
- 轟二郎
- 山本ひろみ
- 石倉三郎
- デーブ・スペクター
- 志生野温夫
- 阿部四郎
- ジャガー横田
- デビル雅美
- 山崎五紀
- 立野記代
- ミミ萩原
- 石井章雄（コント赤信号）
- 田村ガン
- 藤丸やすし
- 三重街恒二

（順不同）

#### ナレーション
- 古川登志夫

### 紅白そっくり大賞 ドラマスペシャル 傑作選

#### 司会
- 愛川欽也
- 寺田理恵子（当時フジテレビアナウンサー）

#### ゲスト
- 近江俊郎
- 大林宣彦
- 塩沢とき
- 田代まさし
- 村上里佳子

### 第7回

#### 司会
- 愛川欽也
- 山村美智子（当時フジテレビアナウンサー）

#### ゲスト
- 梅宮辰夫

#### 審査員
- 京本政樹
- 審査委員長：平尾昌晃
- 前川清
- 勇直子
- 石川秀美
- 菊池桃子
- 西村知美
- 萩尾みどり
- 芳本美代子

（順不同）

#### 振付
- 水口徳雄

#### 演奏
- 松本文男とミュージックメーカーズ

#### 協力
- 東海テレビ
- 関西テレビ

### 第8回

#### 司会者
- 愛川欽也
- 山村美智子（当時フジテレビアナウンサー）

#### ゲスト
- 伊東四朗
- とんねるず
- 田原俊彦
- 平尾昌晃
- 松本伊代
- 菊池桃子
- 荻野目洋子
- 黒沢年男
- 西村知美
- 早乙女愛

（順不同）

#### 振付
- 水口徳雄

#### 応援
- スクールメイツ

#### 音楽
- 演奏：松本文男とミュージックメーカーズ
- コーラス：WIN

#### ナレーション
- 小倉智昭

### 第9回

#### 司会
- 愛川欽也
- 山村美智子（当時フジテレビアナウンサー）

#### 審査員
- 仲本工事（ザ・ドリフターズ）
- 麻生祐未
- 定岡正二
- シブがき隊
- 審査委員長：平尾昌晃
- 角川博
- 柳沢慎吾
- 山下真司
- 松本典子
- 芳本美代子

（順不同）

#### 振付
- 水口徳雄

#### 応援
- 劇団いろは
- 劇団あすなろ

#### 音楽
- 演奏：豊岡豊とスウィングフェイス
- コーラス：シャンテ

#### ナレーション
- 小倉智昭

#### 協力
- 北海道文化放送
- 仙台放送
- 東海テレビ
- 関西テレビ
- テレビ新広島
- テレビ西日本

### 第10回

#### 司会
- 愛川欽也
- 山村美智子（当時フジテレビアナウンサー）

#### 審査員
- 長山洋子
- 岡田茉莉子
- 光GENJI
- 審査委員長：平尾昌晃
- 石川秀美
- 立花理佐
- 新田恵利
- 刀根麻理子
- 高須克弥
- 吉田照美

（順不同）

#### 振付
- 水口徳雄

#### 応援
- バーズ

#### 音楽
- 演奏：豊岡豊とスウィングフェイス
- コーラス：シャンテ

#### ナレーション
- 小倉智昭

#### 協力
- 東海テレビ
- 関西テレビ

## スタッフ
- 企画：岡正・清水賢治（共にフジテレビ）
- 構成：安延拓美、佐野仁 ／ 豊村剛 、城戸口寛 、岩立良作 ／岩瀬理恵子、水根重光、常倉十紀二
- コーラス：シャンテ
- 振り付け：水口徳雄
- 技術：八峯テレビ
- TD：高城昭夫
- SW：高崎二三夫
- CAM：山城英司
- VE：三代田俊雄
- AUD：野原章
- LD：金沢利徳
- 編集：映像通信（大西茂己）
- 音効：サウンドプロ企画
- TK：毛利弘子
- 美術制作：永本允（フジテレビ）
- デザイン：水上啓光（フジテレビ）
- 美術進行：佐々木勝也
- 大道具：並木宏之
- 装飾：久保田善行
- 持道具：荒井実
- 衣裳：土田清
- メイク：ふじい裕美子
- かつら：牧野勇
- 視覚効果：小林健二
- 電飾：高橋幸良
- アクリル装飾：野尻一幸
- スタイリスト：滝沢由美子
- ディレクター：加藤雅之 、 梁取正彦 、 小林祐司（現・小林ユージ）
- 演出：伊藤輝夫（現・テリー伊藤）
- プロデューサー：牛丸謙壱 、松野暁
- 企画制作：斉藤寿孝
- 制作：フジテレビ、IVSテレビ制作

## 関連番組
- ザ・そっくりショー
- 史上最高そっくり大賞
- ものまねバトル